# 京福電気鉄道デオ300形電車
京福電気鉄道デオ300形電車（けいふくでんきてつどうデオ300がたでんしゃ）は、京福電気鉄道が1959年に新製した電車（制御電動車）である。車両記号の「デオ」とは、「デ」が電動車を（デンドウシャ）、「オ」が車体の大きさ（大型 = オオガタ）をそれぞれ意味する。

## 沿革
叡山線初、かつ京福としても初めてのカルダン駆動車両。1959年に日立製作所で301・302の2両が製造された。ころ軸受を使用した空気ばね台車や応荷重装置付きの多段式電動カム軸式制御装置、AMA電空併用ブレーキなど当時の最新技術を取り入れ、75 kW×4のモーターは当時の大手私鉄の電車に匹敵する出力で、設計上の最高速度は100 km/h（弱め界磁使用時。但し同線では未使用）とデオ200形以上に京阪線への乗り入れを意識して設計されていた。外観においても埋め込み式の貫通幌を備えた一段くぼんだ貫通扉を有した全金属製車体で、全長16.14 mは歴代叡電車両で最大のものである。なお実際にこの車両での京阪乗り入れも検討されていた。
当初は運転室側、車掌台側共に貫通路窓と同じ高さの固定窓であったが、後に車掌台側窓がアルミサッシの開閉可能なものになり、また運転台側窓も自動ワイパーの取付時に小さく変更されている。パンタ台や配管は当初から準備されていたが、ランボード等は後のパンタグラフ化準備工事で取り付けられている。
（乗り切れないほどの混雑でない）ラッシュピークの前後時には単車での乗降時間の増加を高い加減速性能で取り戻すほどの実力を持っていたが、電空併用ブレーキの調整が難しいのかブレーキ音が激しく、沿線からの苦情も多かった。またポール集電時代は容量の都合で各車のポールを使用しなければならない事や、2両連結時にはホーム有効長がぎりぎりとなる（特に出町柳駅）地上設備等の問題があり、結局、パンタグラフ化改造後も連結運転の機会には恵まれなかった。
結果、新機能や大型化が仇となって運転や保守面で扱いにくい車両となり、叡山線・鞍馬線が京福電気鉄道の完全子会社として設立された叡山電鉄へ移管された後、デオ730形に代替するため、1988年に30年足らずで廃車となった。なお、デオ730形の新製に際しては京阪1800系の廃車発生品である主要機器を搭載したため、本形式は車体・主要機器とも全て解体処分された。